# 番所

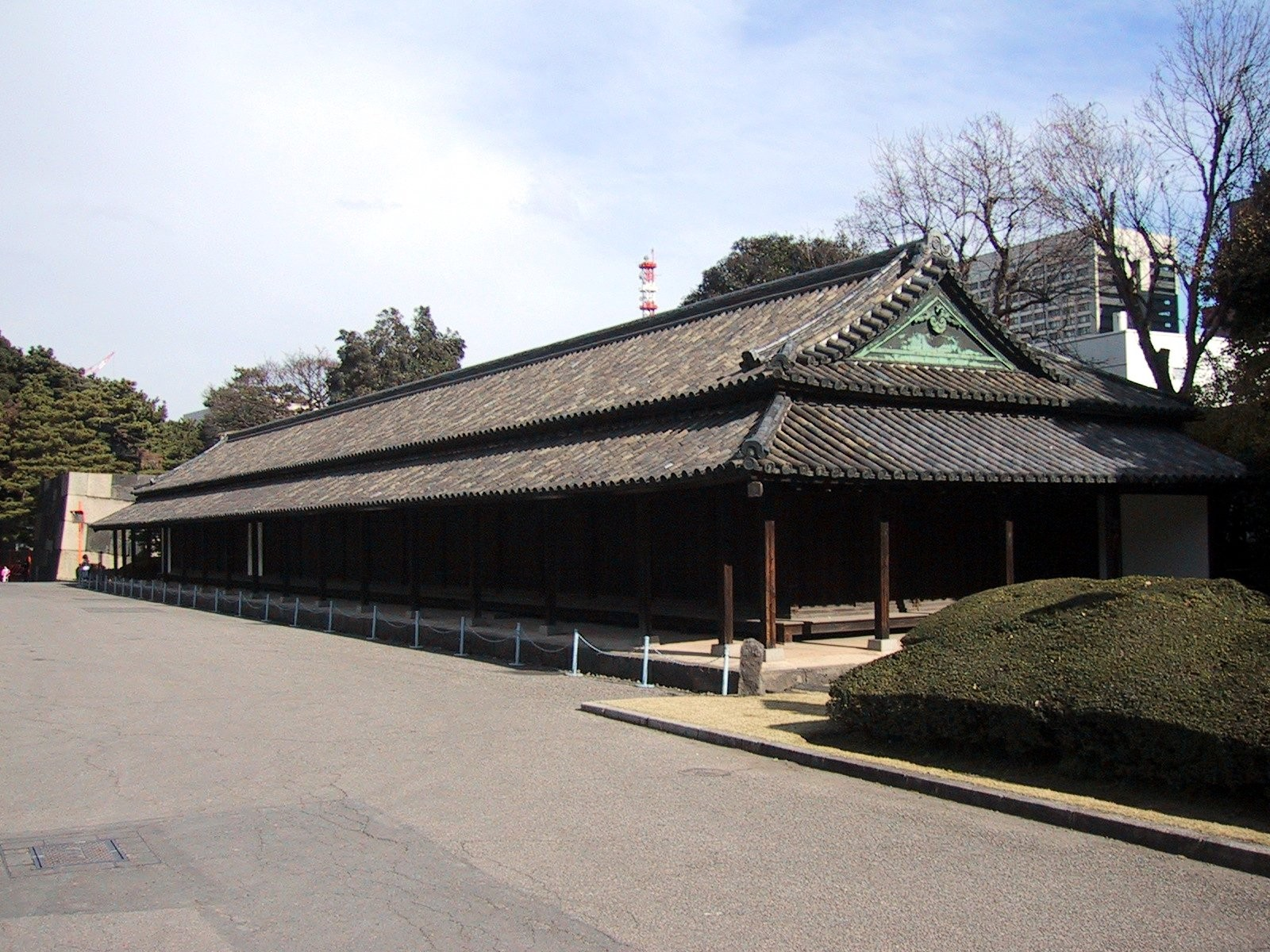
江戸城の百人番所。本丸に入る前の検問所で与力や同心が詰めていた

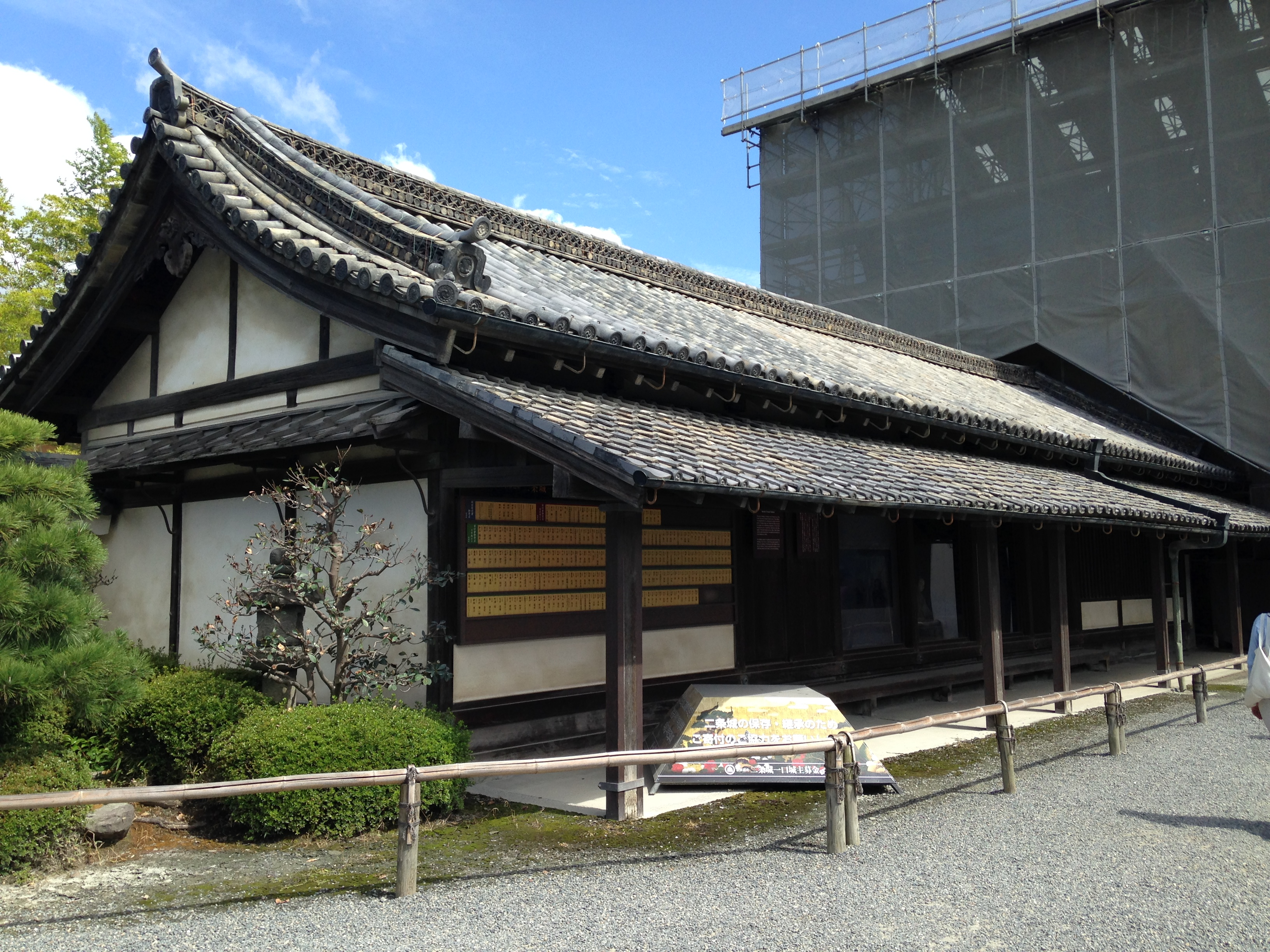
二条城の番所

番所（ばんしょ）とは、警備や見張りのために設置された番人が詰めるために設けられた施設。

## 江戸時代
江戸時代の日本では重要な地点に番所が置かれていた。交通の要所に番所が設置され、通行人や荷物、船舶などの検査や徴税を行った。江戸幕府設置のものでは浦賀番所・下田番所などが知られ、各地の主要港や利根川・淀川などの大河川流域などに船改番所が設置されていた。また、関所の中には番所が設置され、同様の役割を果たしていた。さらに長崎のような外国船の来航が予想される主要港や箱根関所などの主要関所の近くには遠見番所が設置され、船改番所や関所と連携して不審船や不審人物を高所から監視する役目を担っていた。
一方、江戸において「（御）番所」は町奉行所を指していたが、この他にも江戸城の城門に設置された御門番所、武家地の警備のために辻などに置いた辻番所、両国橋などの主要な橋のたもとに置かれた橋番所、町人地の木戸に設けられた木戸番屋、その他町内に配された自身番屋などがあった。
また、諸藩の中でも宿場町などの領内の重要地点や他領や天領との境界に番所（口留番所・境目番所）を設置して通行人や荷物の取り締まりを行い、領民や物資の領外への流出を阻止したり徴税を行ったりした。なお、武家諸法度には大名が私に関所を設置することを禁止する規定があり、実際には番所の設置が関所の代替の役目を果たしていた。
当時の建物が現存する番所としては全国的にも珍しいが、仙台藩花山村寒湯（ぬるゆ）番所跡がその一例である。1963年（昭和38年）9月に国の史跡に指定されている。宮城県と秋田県の境にあり、本番所は御境目番所として仙台藩に重視されていた。なお、東京大学の赤門には両脇に唐破風造本瓦葺の番所がある。

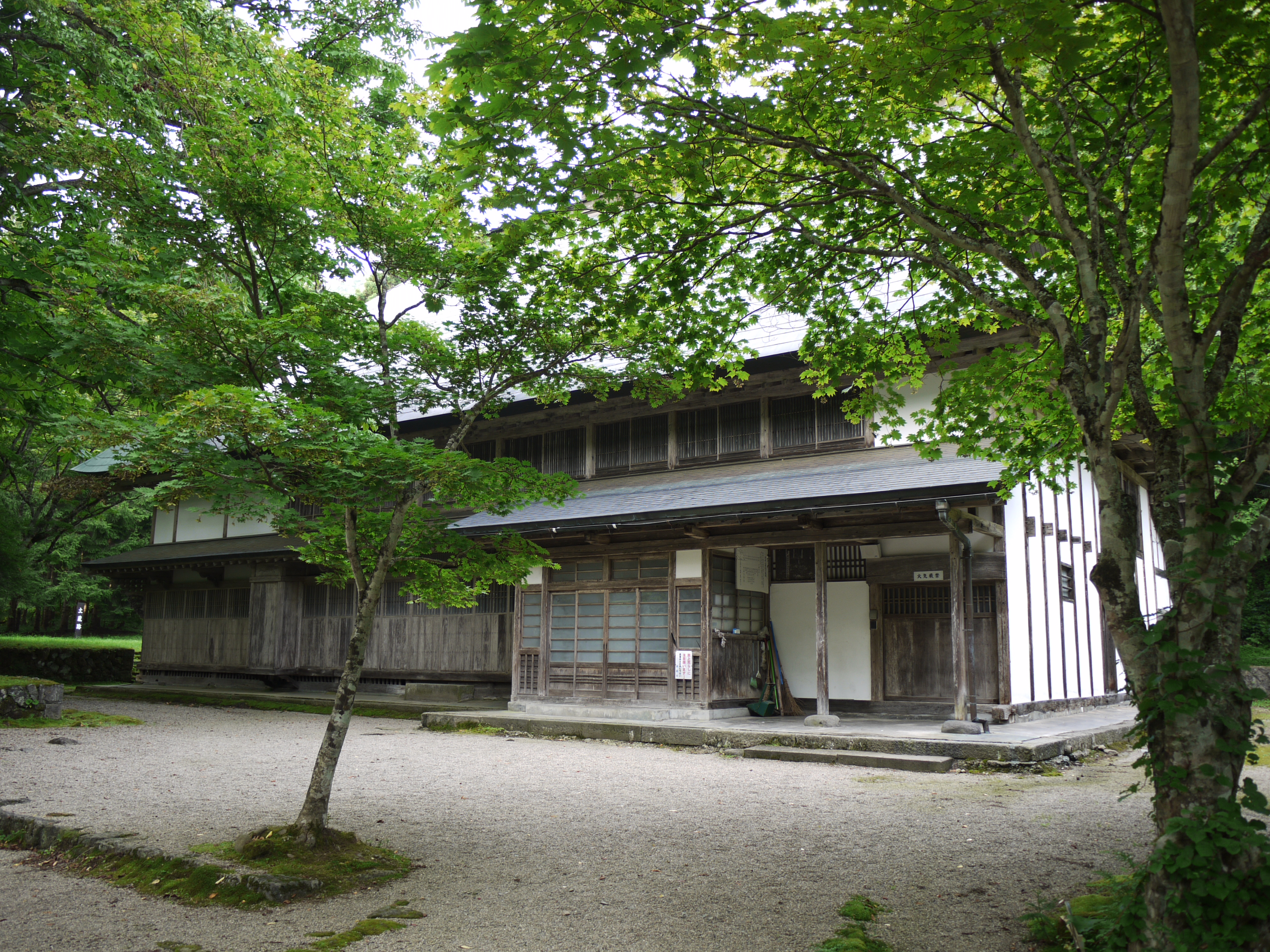
寒湯番所（現存）
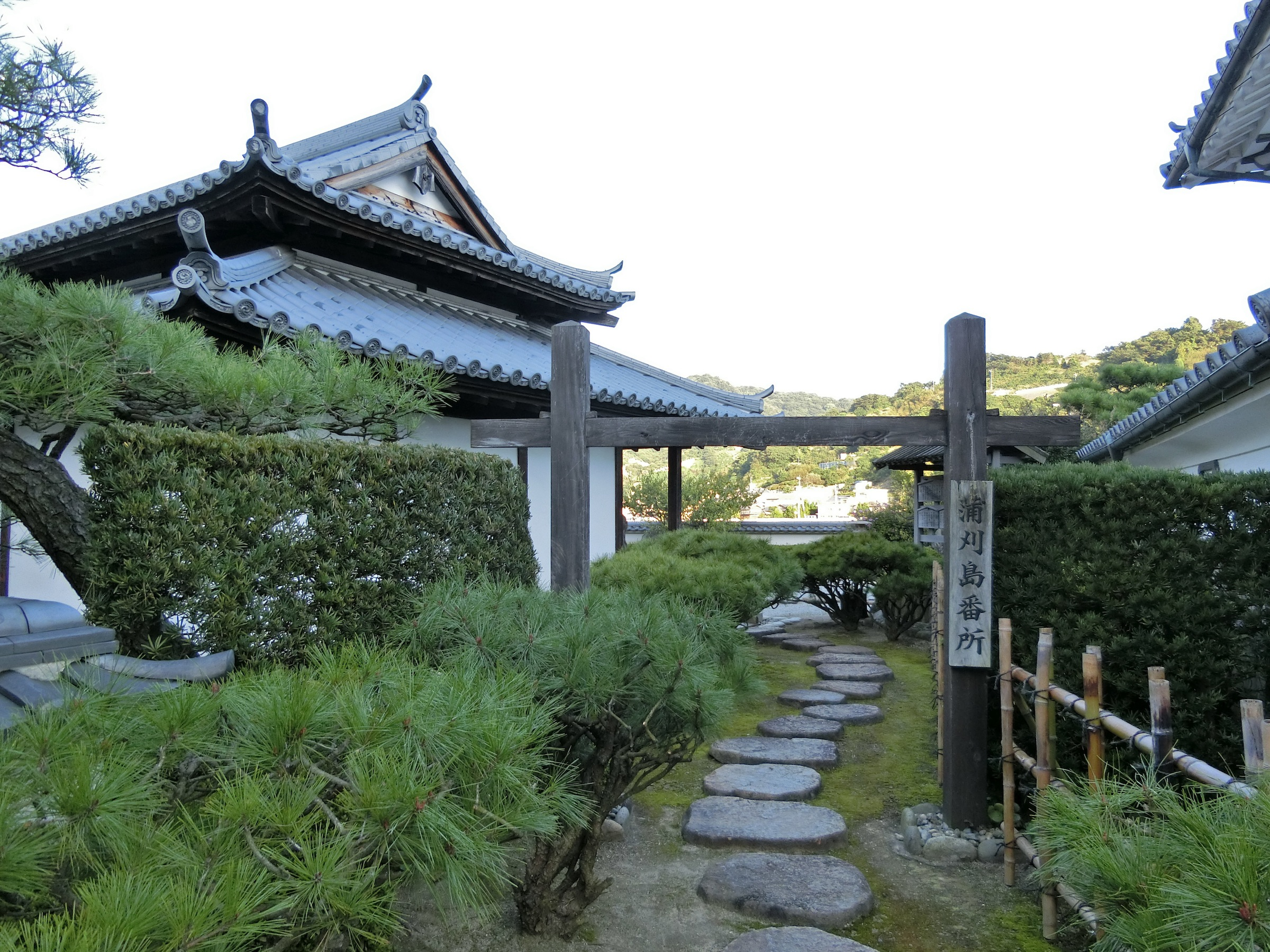
蒲刈島御番所（再現）

## 琉球王国
琉球王国においては、近世期に地方機関である間切を統治する役所のことを指した。地頭代以下の間切役人が交代で番所に詰めた。王府及び地頭への貢租上納や夫遣い、地方行政全般にわたって執り行い、首里との人馬網の拠点としても用いられた。ただし、琉球処分や沖縄戦などの混乱によって間切関連の文書の多くが失われたために不明な点が多い。